# Šahíd Mahdaví (110-3)
Šahíd Mahdaví (110-3) je mobilní báze námořnictva íránských Islámských revolučních gard. Vznikl přestavbou kontejnerové lodě z roku 2000. Ve službě je od roku 2023.

## Stavba

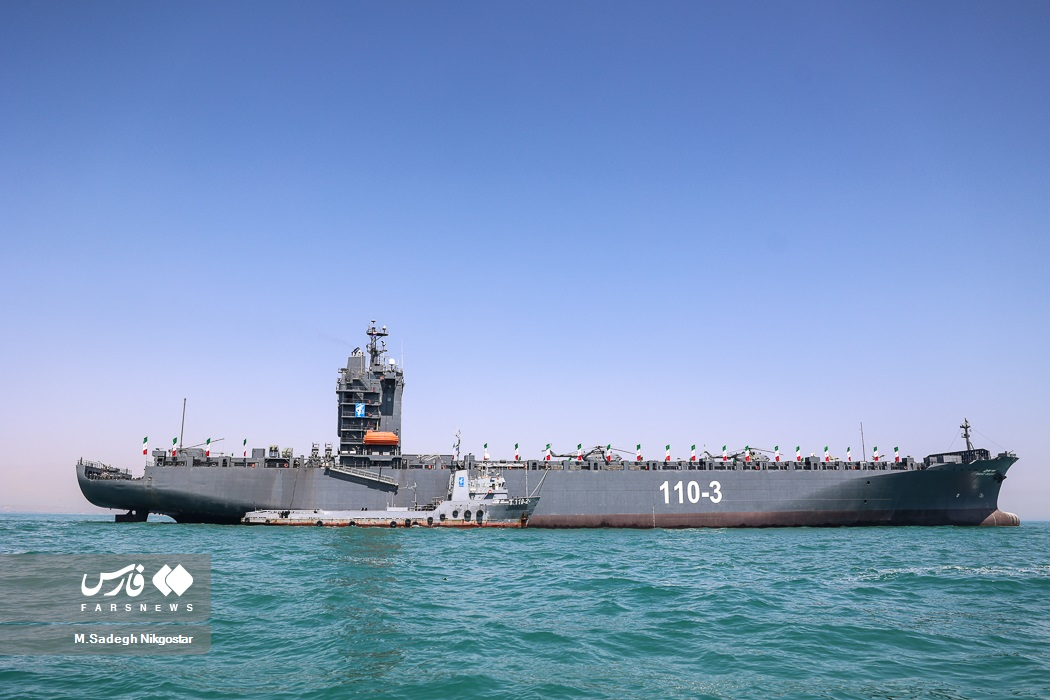
Šahíd Mahdaví v roce 2023

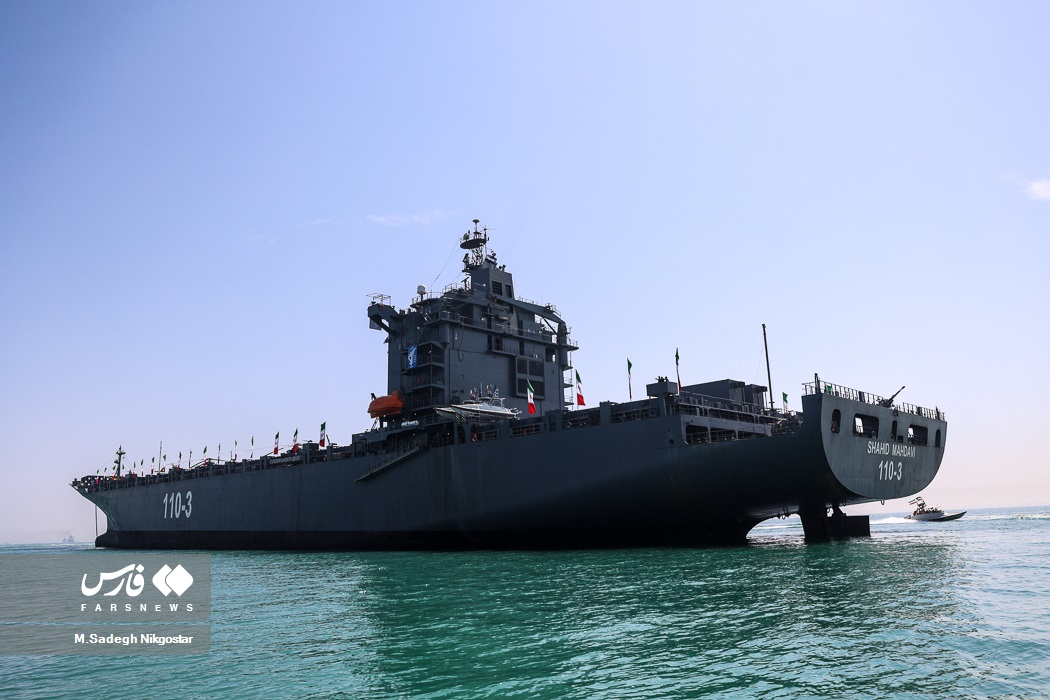
Šahíd Mahdaví v roce 2023

Plavidlo původně bylo kontejnerovou lodí typu Panamax Savin (IMO 9209348). Dokončena byla roku 2000 v loděnici Hyundai Heavy Industries (HHI) v Ulsanu. Loď několikrát změnila jméno. Pro vojenské využití byl přestavěn v jihoíránském přístavním městě Bandar Abbás v letech 2022–2023. Do služby vstoupila 9. března 2023.

## Konstrukce
Obranu plavidla zajišťují kanóny a protiletadlové řízené střely krátkého dosahu Nawab, vypouštěné ze čtyřnásobného vertiálního sila. Na palubě byly vytvořeny dvě přistávací plochy pro vrtulníky a drony. Při vstupu do služby na nich stály dva stoje Mil Mi-17. Za mohutnou nástavbou jsou uloženy protilodní střely. Plavidlo může nést i střely s plochou dráhou letu, nebo bojové drony (např. HESA Šáhid-136). Plavidlo rovněž může být nosičem rychlých útočných člunů. Pohonný systém tvoří diesel MAN-B&W 6S50MC-C o výkonu 39962 hp. Nejvyšší rychlost dosahuje osmnáct uzlů. Dosah je 18 000 námořních mil.

## Služba
V květnu 2023 se plavidlo vydalo na první operační plavbu do Adenského zálivu a Indického oceánu. Vrátilo se 18. května 2023. Dne 13. února 2024 byly z přední paluby odpáleny dvě balistické rakety středního doletu.